# 石原広一郎

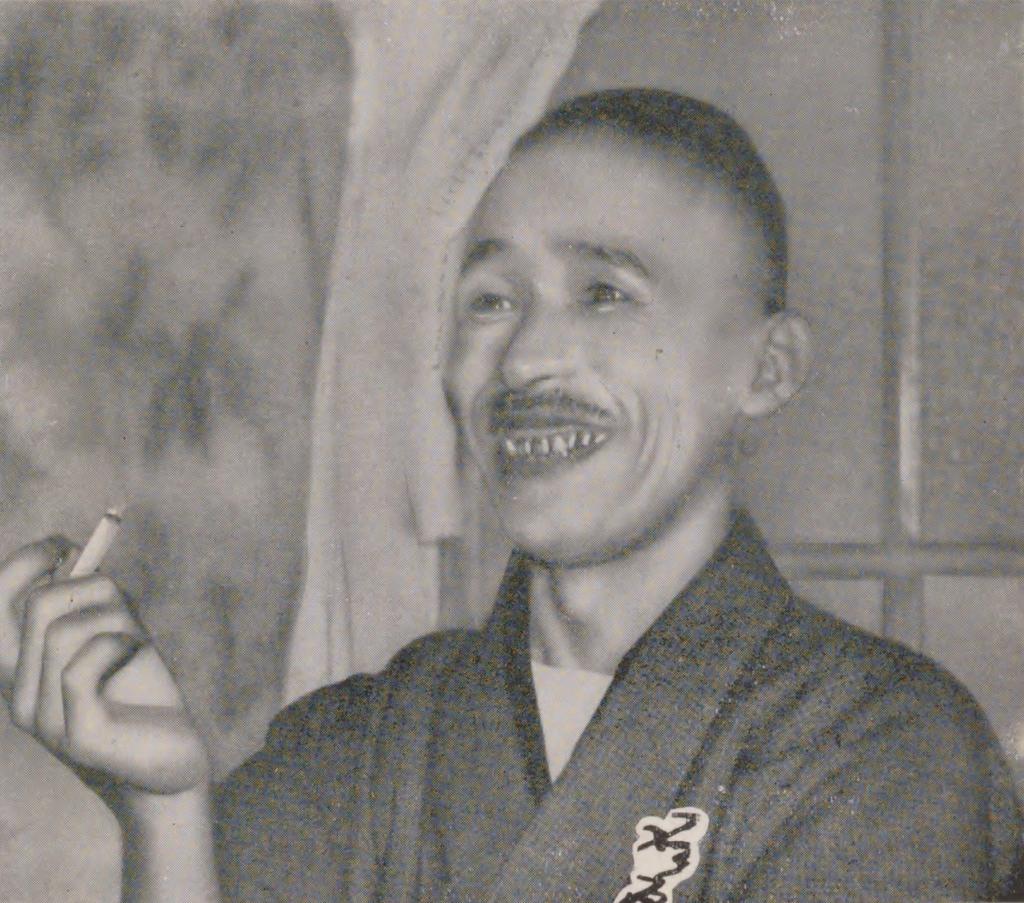
石原広一郎

石原 広一郎（いしはら ひろいちろう、1890年（明治23年）1月26日 - 1970年（昭和45年）4月16日）は、日本の実業家で石原産業の創業者。
京都府京都市生まれ。1913年立命館大学法科専門部卒業。1916年にマレー半島に渡航し鉄鉱山の発見・開発に成功。東南アジア各地や日本国内での鉱山開発や、海運業へ事業を拡大した。1931年の満州事変勃発後、南進論提唱の好機が到来したとして日本に帰国し政治活動を展開、国家主義的団体神武会・明倫会を創立して世論を喚起し、二・二六事件では叛乱軍に資金を提供して逮捕された。戦後、A級戦犯容疑で巣鴨に拘禁されるも不起訴となり釈放された。

## 略歴

### 生い立ち
1890年（明治23年）京都府京都市に生まれる。農業を営む父・石原長太郎を手伝いながら15歳で京都府立農林学校に入学。卒業後は京都府庁に入庁し、農業技手として勤務した。その後、働きながら高等文官試験を目指し私立京都法政大学専門部法律学科（夜間）に入学、中川小十郎に師事し、1913年に卒業。

### マレー行
1915（大正4）年にマレー半島のジョホール王国・バトゥパハの三五公司のゴム園で働いていた弟・新三郎が独立を決意し帰国、支援を求められる。同年、商業学校に在学中だった下の弟・高田儀三郎は退学して新三郎と共にマレー半島へ渡り、石原は父を説得し農地を売却して資金を捻出、翌1916（大正5）年3月に家族とともにマレー半島へ渡った。兄弟3人はバトゥパハのパンチョールでゴム園を開拓するが、黒字化に時間を要し、生活費を賄うため雑貨商や水道工事の請負いを始めるがいずれもうまくいかなかった。石原は、ゴム園の経営や雑貨商を続けながら、鉄鉱山の存在の可能性に期待し、鉱山探索を続けた。

### 鉄鉱山開発
1919（大正8）年、バトゥパハのスリメダンで鉄鉱脈を発見。石原は事業化のため日本に帰国して台湾銀行の副頭取となっていた恩師・中川小十郎に支援を仰ぎ、ジョホール王国から試掘許可を受け、八幡製鉄所の白仁武長官を訪問して鉄鉱石の納入を約し、川崎造船所の松方幸次郎社長に保証人となってもらうことで、台湾銀行から融資を受けられることになった。1920（大正9）年9月、大阪市で合資会社南洋鉱業公司を設立し、スリメダン鉱山の開発に着手。また鉄鉱石輸出のため、ジョホール王国にバトゥパハの開港を請願し、同年12月に開港が許可された。開発開始から半年ほどでスリメダン鉱山の鉄鉱石の産出量は急増し、八幡製鉄所に鉄鉱石を納入、会社は急成長した。
1924（大正13）年にはマレー半島東岸・トレンガヌ州ケママンの太陽鉱山に着目し、同年6月にトレンガヌ州からケママン港の開港許可を受けた。翌1925（大正14）年に大蔵省から低利融資を受けて太陽鉱山を買収し、同鉱山の開発を進めた。その後、鉱石の自家輸送のため船舶を所有して海運業に進出、石原産業海運を中核に石原コンツェルンを形成。更に錫鉱業に関与し、1935年以降はアルミニウムの原料となるボーキサイトを発見・開発し日本に供給した。

### 南進論
ジョホールでは石原の鉱山がゴムに次ぐ税収源となったこともあり、スルタンの厚遇を受けたが、英国の規制の制約があり、またスマトラやボルネオ、ジャワ、セレベスなど蘭印の開発ではオランダと対立、南方での鉱山開発には植民地宗主国の法規制に左右されるという不安定さが伴っていた。
1931年9月満州事変が起こると、インドシナの開発には軍部の力が必要だと考えていた石原は、「南進論」を主張して「アジア人のアジア」を実現する絶好の機会が来たとして、日本に帰国。
帰国後、南進の目的達成のためには国内政治の改革が先決だと考えるようになり、徳川義親とともに大川周明らの神武会結成を支援。1932年5月の5.15事件と前後して、大川の急進主義的な方針とは一線を画した明倫会を設立し、会社経営の傍ら、右翼団体を後援した。
1936年の二・二六事件では、明倫会の斎藤瀏を介して首謀者の1人である栗原安秀中尉を資金面で援助した。事件が発生すると、栗原に徳川と共に宮中に参内することを提案、反乱士官に自決を勧めるなどの収拾工作を行った。同年6月13日に逮捕され、代々木の陸軍衛戍刑務所に収監されるも、1937年1月18日に無罪となった。

### 事業の展開
1934年から1941年にかけて、石原産業海運は合資会社から株式会社となり、マレーからジャワ、フィリピン、海南島へ開発鉱山を拡大。鉄鉱石の他に、錫、ボーキサイト、石炭なども取扱うようになった。日本国内でも、兵庫県の神美金山、大分県の旭金山、三重県の紀州鉱山などを開発、四日市工場を新設した。

### 日中全面戦争
1937年9月、第1次近衛内閣の下で、当初の不拡大方針にもかかわらず8月に戦線が拡大したため、上京し近衛文麿と末次信正に積極的な事態の解決を進言した。近衛は、衝突は参謀本部に属する問題で内閣は介入しない・できない、と回答。更に参謀次長・多田駿を訪問し、事態の収拾を要望したが、「軍が解決する」と突き放され、事態が解決されないことを確信した。

### 太平洋戦争期
太平洋戦争が始まると、事業は軍部の委託事業となり、名称を石原産業株式会社に変更。神美と旭の2つの金山を政府に委譲したが、昭南（シンガポール）、ジャワ、マニラの3つの支店で20近い鉱山・炭田を経営した。
1944年から1年間、財団法人立命館の理事長を務める。

### 戦後
戦後1945年から、A級戦犯容疑者として巣鴨プリズンに拘留されるが、起訴されることなく1948年に釈放された。公職追放を受け、1949年に公職追放処分を解除され、石原産業社長に復帰した。戦後の石原は、戦前に自らが行った政治活動を「自然の法則に反した政治運動であった」と反省。戦争で亡くなった人々の冥福を祈り、日本各地を歩きまわった。最晩年には経営する石原産業が四日市ぜんそくなど公害で糾弾される側に立たされたこともあって、個人的に廃棄物処理の技術開発を支援していた。

## 主な著作
- 『石原廣一郎関係文書（上巻）回想録 二・二六事件から東京裁判まで』（石原広一郎、赤澤史朗・粟屋憲太郎・立命館百年史編纂室 編：1994年、柏書房）
- 『石原廣一郎関係文書（下巻）資料集』（石原広一郎、赤澤史朗・粟屋憲太郎・立命館百年史編纂室 編：1994年、柏書房）
- 『私の履歴書 経済人 8」（石原広一郎ほか：1980年、日本経済新聞社）

## 関連文献
- 清水, 元 著「石原広一郎における『南進』の論理と心理」、正田健一郎 編『近代日本の東南アジア観』269号、アジア経済研究所〈研究参考資料〉、1978年、69-112頁。全国書誌番号:79009893。
- 石原産業 著、石原産業株式会社社史編纂委員会 編『創業三十五年を回顧して』石原産業、1956年。NDLJP:3032537。
- 井東, 憲「熱血児 石原広一郎」『財界人物評論全集』 2巻、東海出版社、1939年。NDLJP:1216893。